# 板屋村
板屋村（いたやむら）は、かつて岐阜県本巣郡に存在した村である。
現在の本巣市根尾東板屋、根尾西板屋に該当する。
根尾川の支流の根尾東谷川沿いの村であった。

## 歴史
- 1889年（明治22年）7月1日 -  東板屋村と西板屋村が合併し発足。
- 1897年（明治30年）4月1日 - 板所村・上大須村・下大須村・奥谷村・小鹿村・口谷村・松田村と合併し東根尾村が発足。同日板屋村廃止。

## 神社・仏閣
- 雷神社
- 七所神社
- 専念寺